# Világvárosi divízió (NHL)
A Világvárosi divízió egy csoport a National Hockey League keleti főcsoportjában. 2013-ban alakult. Nyolc csapat alkotja.

## Jelenlegi csapatok
- Carolina Hurricanes
- Columbus Blue Jackets
- New Jersey Devils
- New York Islanders
- New York Rangers
- Philadelphia Flyers
- Pittsburgh Penguins
- Washington Capitals

## Divízió bajnokok
- 2014—Pittsburgh Penguins (51–24–7, 109 pont)
- 2015—New York Rangers (53–22–7, 113 pont)
- 2016—Washington Capitals (56–18–8, 120 pont)
- 2017—Washington Capitals (55–19–8, 118 pont)
- 2018—Washington Capitals (49–26–7, 105 pont)
- 2019—Washington Capitals (48–26–8, 104 pont)
- 2020—Washington Capitals (41–20–8, 90 pont)

## Divízió eredmények
| Szezon    | 1.               | 2.               | 3.                 | 4.              | 5.              | 6.                | 7.              | 8.                |
| --------- | ---------------- | ---------------- | ------------------ | --------------- | --------------- | ----------------- | --------------- | ----------------- |
| 2013–2014 | Pittsburgh (109) | NY Rangers (96)  | Philadelphia (94)  | Columbus (93)   | Washington (90) | New Jersey (88)   | Carolina (83)   | NY Islanders (79) |
| 2014–2015 | NY Rangers (113) | Washington (101) | NY Islanders (101) | Pittsburgh (98) | Columbus (89)   | Philadelphia (84) | New Jersey (78) | Carolina (71)     |

## Stanley-kupa-győztesek
1. 2016 – Pittsburgh Penguins
2. 2017 – Pittsburgh Penguins
3. 2018 – Washington Capitals

## Elnöki trófeagyőztesek
1. 2015 – New York Rangers
2. 2016 – Washington Capitals
3. 2016 – Washington Capitals

## Divízió győzelmek száma
| Csapat                | # | Utolsó |
| --------------------- | - | ------ |
| Washington Capitals   | 5 | 2020   |
| Pittsburgh Penguins   | 1 | 2014   |
| New York Rangers      | 1 | 2015   |
| Carolina Hurricanes   | 0 | –      |
| Columbus Blue Jackets | 0 | –      |
| New Jersey Devils     | 0 | –      |
| New York Islanders    | 0 | –      |
| Philadelphia Flyers   | 0 | –      |